# Хронологія подій Кіновсесвіту Marvel
Хронологія медіафраншизи «Кіновсесвіт Marvel» (КВМ) представлена у вигляді послідовності подій та дій, вчинених персонажами франшизи протягом фільмів, серіалів та спеціальних випусків.
Спочатку хронологічна послідовність КВМ йшла одночасно з виходами фільмів, проте через події фільму «Месники: Завершення» (2019) та Блиму хронологія у КВМ змінилася і вже не відповідає реальній хронологічній послідовності. Як і оригінальний всесвіт Marvel Comics, кіновсесвіт був створений шляхом з'єднання в загальну сюжетну лінію кількох фільмів і серіалів із спільними акторами, персонажами та подіями.
У статті подано хронологічну послідовність подій КВМ, необхідні пояснення та спроби кодифікації подій фільмів та серіалів КВМ.

## Опис та пояснення
Під час створення фільмів Першої фази студія «Marvel» не мала докладного плану вибудовування своїх проектів в одну часову лінію, але деякі проекти містили посилання один на одного. За ранніми заявами дія «Залізної людини 2» розгортається у 2011 році, через півроку після подій «Залізної людини» і приблизно у той же час, що й події «Тора», згідно з коментарями Ніка Ф'юрі. Події фільму «Перший месник» відбуваються під час Другої світової війни, у 1942—1945 роках. Події кількох короткометражних фільмів Marvel One-Shots відбуваються між чи під час подій фільмів Першої фази, наприклад «Консультант» (після подій «Залізної людини 2» та «Неймовірного Халка»), «Кумедний випадок на шляху до молота Тора» (до подій «Тора») «Зразок 47» (після «Месників») і «Агент Картер» (через рік після подій «Першого месника»). Після коригування хролонології у книзі «The Marvel Cinematic Universe: An Official Timeline» події фільму «Залізна людина» стали відповідати року виходу — 2008, а події фільмів «Неймовірний Халк», «Залізна людина 2» та «Тор» офіційно датовані 2010 роком.
Творці вирішили спростити хронологію подій у всесвіті, тому дія фільмів Другої фази розгортається паралельно реальному часу після «Месників»: було заявлено, що події «Залізної людини 3» відбуваються приблизно через півроку, під час Різдва 2012; «Тор 2: Царство темряви» — через рік, а «Перший месник: Друга війна» — через два роки. «Месники: Ера Альтрона» та «Людина-мураха» завершили події Другої фази у 2015 році, причому між цими фільмами у всесвіті, як і в реальному житті, минуло кілька місяців. Пізніше, після коригування хронології, події фільму «Залізна людина 3» були перенесені на 2013 рік після події фільму «Тор 2: Царство темряви». Дія короткометражного фільму «Хай живе Король» розгортається у 2014 році, після подій «Залізної людини 3».
Режисери брати Руссо продовжили розташовувати події фільмів Третьої фази паралельно реальним, тому дія стрічки «Перший месник: Протистояння» починається через рік після «Ери Альтрона», а картини «Месники: Війна нескінченності» — через два роки. Продюсер Бред Віндербаум розповів, що фільми Третьої фази насправді «розвертатимуться буквально один на одному», але при цьому будуть менш «взаємопов'язані», ніж проекти Першої фази. Події фільмів «Чорна пантера» та «Людина-павук: Повернення додому» починаються через тиждень та кілька місяців після «Протистояння», відповідно; стрічка «Тор: Раґнарок» розгортається через чотири роки після «Царства темряви» і через два роки після «Ери Альтрона», приблизно в той же час, що «Протистояння» та «Повернення додому»; події «Доктора Стренджа» розтягнуті на цілий рік і закінчуються «приблизно там, де й події вищезгаданих стрічок»; дія фільму «Людина-мураха та Оса» починається через два роки після «Протистояння» і незадовго до «Війни нескінченності»; події стрічок «Вартові галактики» та «Вартові галактики 2» розгортаються одні за одними у 2014 році, що, на думку Кевіна Файгі, створить необхідний чотирирічний розрив між «Частиною 2» та «Війною нескінченності». Після виходу «Війни нескінченності» брати Руссо заявили, що майбутні фільми не обов'язково розгортатимуться в реальному часі, оскільки існує «багато неймовірно винахідливих способів розвитку сюжету»; наприклад, основна дія фільму «Капітан Марвел» зосереджена в 1995 році. Події стрічки «Месники: Завершення» починаються невдовзі після «Війни нескінченності» і закінчуються в 2023 році, після п'ятирічного стрибка в часі. «Завершення» підтвердило датування подій деяких інших фільмів: «Месники» — у 2012 році, «Тор 2: Царство темряви» — у 2013 році, «Вартові Галактики» — у 2014 році, «Доктор Стрендж» — упродовж 2017 року, а «Людина-мураха та Оса» — у 2018 році одночасно з «Війною нескінченності». Дія стрічки «Людина-павук: Далеко від дому» починається в 2024 році, через вісім місяців після «Завершення».
У Четвертій фазі офіційна частина КВМ обзавелася власними серіалами, які мають більший взаємозв'язок із повнометражними фільмами, ніж серіали від Marvel Television. Події фільму «Чорна вдова» відбуваються між «Протистоянням» та «Війною нескінченності», головним чином між основною частиною «Протистояння» та його фінальною сценою. Багато проектів фази розпочинаються після подій «Месників: Завершення». Дія серіалу «ВандаВіжен» починається через три тижні після «Завершення» і є передісторією фільму «Доктор Стрендж у мультивсесвіті божевілля»; події «Мультивсесвіту божевілля» також розгортаються після «Завершення» та пов'язані з першим сезоном серіалу «Локі» та стрічкою «Людина-павук: Додому шляху нема». Перший сезон «Локі» продовжує події альтернативної реальності 2012 року, показані у «Завершенні», але велика частина серіалу розгортається поза часом і простором, враховуючи введення Управління часовими змінами (УЧЗ). Дія мультсеріалу «А що як…?» починається після фінального епізоду першого сезону «Локі», у ньому досліджуються різні альтернативні відгалуження нещодавно створеного мультивсесвіту, у яких основні моменти з фільмів КВМ відбуваються інакше. Події серіалу «Сокіл та Зимовий солдат» розгортаються через півроку після «Завершення». Дія «Вічних» відбувається приблизно в той же час, що і «Сокіл та Зимовий солдат» і «Людина-павук: Далеко від дому», через 6-8 місяців після «Завершення» в 2024. Події стрічки «Людина-павук: Додому шляху нема» починаються відразу після «Далеко від дому» і розгортаються аж до кінця 2024 року. Дія фільму «Шан-Чі та легенда десяти кілець» також розгортається після «Завершення». Події серіалу «Соколине Око» відбуваються через рік після «Завершення», під час різдвяного сезону 2024 року. Дія серіалу «Місячний лицар» розгортається після «Соколиного Ока» на початку 2025 року, а «Мультивсесвіту божевілля» — через пару місяців після «Додому шляху нема». Події серіалу «Міз Марвел» відбуваються після «Місячного лицаря», через один-два роки після «Завершення». Дія фільму «Тор: Любов і грім» також розгортається після «Завершення». Перший епізод короткометражного мультсеріалу «Я є Ґрут» розгортається між фільмами «Вартові Галактики» та «Вартові Галактики 2»; інші епізоди відбуваються безпосередньо після другого фільму. Події серіалу «Жінка-Галк: Адвокатка» розгортаються після фільму «Шан-Чі та легенда десяти кілець». Події фільму «Чорна пантера: Ваканда назавжди» відбуваються після фільмів «Вічні» та «Людина-павук: Додому шляху нема», між серіалами «Місячний лицар» та «Жінка-Галк: Адвокатка». Дія святкового спецвипуску «Вартових галактики» слідує за фільмом «Тор: Любов і грім» і розгортається наприкінці 2025 року.
Події фільму «Людина-мураха та Оса: Квантоманія» відбуваються через невеликий час після подій серіалу «Міз Марвел» та фільму «Чорна пантера: Ваканда назавжди». Дія фільму «Вартові галактики 3» відбувається після святкового спецвипуску на початку 2026 року. Дія серіалу «Таємне вторгнення» відбувається через тридцять років після фільму «Капітан Марвел», а також через деякий час після фільмів «Людина-павук: Далеко від дому» та «Чорна пантера: Ваканда назавжди». Другий сезон «Локі» продовжує сюжетну лінію першого і відбувається в УЧЗ з подорожами у минуле, сьогодення, майбутнє та альтернативні реальності. Події фільму «Марвели» відбуваються після серіалів «ВандаВіжен», «Міз Марвел» та «Таємне вторгнення». Дії серіалу «Ехо» розгортаються через п'ять місяців після серіалу «Соколине Око» — у травні 2025. Події фільму «Дедпул і Росомаха» відбуваються переважно на Землі-10005 і в Пустоті після подій другого сезону «Локі». Події серіалу «Це все Аґата» відбуваються через три роки після подій серіалу «ВандаВіжен». Дії мультсеріалу «Ваш дружній сусід Людина-павук» розгортаються у паралельному всесвіті в альтернативному 2016 році. Події фільму «Капітан Америка: Чудесний новий світ» розгортаються через деякий час після подій серіалу «Сокіл та Зимовий солдат» та фільму «Вічні» у 2027 році. Події серіалу «Шибайголова: Народжений наново» відбуваються після серіалу «Ехо» і починаються наприкінці 2025 року, а основні дії розгортаються через рік, наприкінці 2026 та на початку 2027 років.

## Хронологія Кіновсесвіту Marvel
Хронологічна послідовність проектів Marvel Studios, що включає повнометражні та короткометражні фільми, теле- та веб-серіали, а також комікси в рамках кінематографічного всесвіту Marvel, розставлені послідовно з розвитком загального сюжету:

### Офіційна хронологія
| Роки      | Проекти |
| --------- | --- |
| 1942—1945 | «Перший месник» |
| 1946      | «Агент Картер» |
| 1995      | «Капітан Марвел» |
| 2008      | «Залізна людина» |
| 2010      | «Залізна людина 2», «Неймовірний Халк», «Кумедний випадок на шляху до молота Тора», «Тор», «Консультант»                                                                                               |
| 2012      | «Месники», «Зразок 47» |
| 2013      | «Тор 2: Царство темряви», «Залізна людина 3» |
| 2014      | «Хай живе Король», «Перший месник: Друга війна», «Вартові галактики», «Вартові галактики 2», «Я є Ґрут»                                                                                                |
| 2015      | «Шибайголова» (1-й сезон), «Джессіка Джонс» (1-й сезон), «Месники: Ера Альтрона», «Людина-мураха», «Шибайголова» (2-й сезон), «Люк Кейдж» (1-й сезон), «Залізний кулак» (1-й сезон), «Захисники»       |
| 2016      | «Перший месник: Протистояння», «Чорна вдова», «Чорна пантера», «Людина-павук: Повернення додому», «Каратель» (1-й сезон)                                                                               |
| 2016—2017 | «Доктор Стрендж» |
| 2017      | «Джессіка Джонс» (2-й сезон), «Люк Кейдж» (2-й сезон), «Залізний кулак» (2-й сезон), «Шибайголова» (3-й сезон), «Тор: Раґнарок»                                                                        |
| 2018      | «Каратель» (2-й сезон), «Джессіка Джонс» (3-й сезон), «Людина-мураха та Оса», «Месники: Війна нескінченності»                                                                                          |
| 2023      | «Месники: Завершення», «ВандаВіжен» |
| 2024      | «Шан-Чі та легенда десяти кілець», «Сокіл та Зимовий солдат», «Людина-павук: Далеко від дому», «Вічні», «Людина-павук: Додому шляху нема», «Доктор Стрендж у мультивсесвіті божевілля», «Соколине Око» |
| 2025      | «Місячний лицар», «Чорна пантера: Ваканда назавжди», «Ехо», «Жінка-Галк: Адвокатка», «Міз Марвел», «Тор: Любов і грім», «Нічний вовкулака», «Вартові галактики: Святковий спецвипуск»                  |
| 2026      | «Людина-мураха та Оса: Квантоманія», «Вартові галактики 3», «Таємне вторгнення», «Марвели», «Це все Аґата»                                                                                             |
| 2026—2027 | «Шибайголова: Народжений наново» (1-й сезон) |
| 2027      | «Капітан Америка: Чудесний новий світ» |

### Основна часова лінія

#### Раніше XX століття
1. «Вартові галактики» (2014) та «Месники: Війна нескінченності» (2018) — Великий вибух і походження Каменів вічності (розповіді Колекціонера[en] та Вонга[en])
2. «Вічні» (2021) — поміщення в Землю насіння Тіамута[en] (проекція Судді Арішема[en])
3. «Чорна пантера» (2018) — початок фільму (падіння вібраніумного метеорита на територію Африки — мільйон років тому)
4. «Вічні» (2021) — початок фільму (прибуття Вічних на Землю — 5000 років до нашої ери)
5. «Тор 2: Царство темряви» (2013) — початок фільму (повстання Малекіта — 2988 років до нашої ери)
6. «Тор: Раґнарок» (2017) — завоювання Гелою та Одіном дев'яти світів (розповідь Гели за зображеннями у палаці Одіна)
7. «Вічні» (2021) — сцени у Вавилоні (575 р. до нашої ери)
8. «Тор: Раґнарок» (2017) — сцена бою валькірій проти Гели на початку нашої ери (спогад Валькірії)
9. «Вічні» (2021) — весілля Ікаріса і Серсі в державі Гуптів (400 р.)
10. «Тор: Любов і грім» (2022) — сцена з немовлям-Тором
11. «Тор» (2011) — бій асгардців проти крижаних велетнів у Тернсберзі та сцена наступного усиновлення Одіном Локі (965 р.)
12. «Тор: Любов і грім» (2022) — сцена з дитинства Тора
13. «Тор» (2011) — сцена з Одіном та юними Тором та Локі
14. «Тор: Любов і грім» (2022) — сцени з молодості Тора
15. Серіал «Ехо» (2024) — початок 1 епізоду (сцени з племенем чокто у Північній Америці)
16. «Шан-Чі та легенда десяти кілець» (2021) — початок фільму (перша сцена застосування Венву[ru]десяти кілець — близько 1000 р.)
17. Серіал «Ехо» (2024) — початок 2 епізоду (гра індіанських племен за територію в Алабамі у 1200 р.)
18. «Вічні» (2021) — сцени в Теночтітлані (1521)
19. «Чорна пантера: Ваканда назавжди» (2022) — сцени в Центральній Америці та Талокані (1571 р. і пізніше)
20. Серіал «ВандаВіжен» (2021) — початок 8 епізоду[en] (невдала спроба страти Аґати Гаркнесс[en] іншими відьмами в Сейлемі в 1693 р.)
21. Серіал «Це все Аґата» (2024) — початок 9 епізоду (народження Ніколаса Скретча[en] в 1750 р.)
22. Серіал «Це все Агата» (2024) — середина 9 епізоду (смерть Ніколаса Скретча в 1756 р.)
23. Серіал «Ехо» (2024) — початок 3 епізоду (історія Тукло наприкінці ХІХ століття)

#### XX століття
1. «Перший месник» (2011) — сцени спогадів доктора Ерскіна[es] про введення сироватки суперсолдата Йоганну Шмідту
2. «Перший месник: Друга війна» (2014) — спогад із молодими Стівом Роджерсом та Бакі Барнсом у 1942 р.
3. «Перший месник» (2011) — основна частина фільму в 1942—1945 рр.; паралельно:
  - Комікс «Captain America: First Vengeance» № 1-4 (2011)
  - Комікс «Marvel's Captain America: The First Avenger» № 1-2 (2013)
  - Серіал «Міз Марвел» (2022) — початок 3 епізоду[en] (сцена з Кландестинами у Британській Індії 1942 р.)
  - Серіал «Міз Марвел» (2022) — початок 5 епізоду[en] (знайомство Аїші та Хасана в Британській Індії 1942 р.)
4. «Вічні» (2021) — сцена з Фастосом та Аяк у Хіросімі після ядерного бомбардування 6 серпня 1945 р.
5. Короткометражний фільм «Агент Картер» (2013)
6. «Перший месник: Друга війна» (2014) — спогад Бакі Барнса про його перетворення на Зимового солдата у другій половині 1940-х років.
7. Серіал «Міз Марвел» (2022) — перша половина 5 епізоду (від'їзд Хасана та Сани до Пакистану та вбивство Наджмою Аїші у 1947 р.)
8. Серіал «Сокіл та Зимовий солдат» (2021) — зіткнення Зимового солдата з Ісаєю Бредлі в Кореї 1951 р. (розповідь Ісаї Бредлі)
9. «Перший месник: Друга війна» (2014) — інтерв'ю Пеггі Картер[en] 1953 року
10. «Капітан Марвел» (2019) — сцени з шестирічною Керол Денверс (Кіновсесвіт Marvel)● в середині 1960-х рр.
11. «Месники: Завершення» (2019) — робота Говарда Старка, Арніма Золи[en] та Генка Піма у таборі «Лихай» у Нью-Джерсі 1970 р.[N 4]
12. Серіал «Локі» (2021—2023) — 1 сезон[en], 1 епізод (сцена захоплення Локі літака 24 листопада 1971 — проекція в УЧЗ)
13. «Капітан Марвел» (2019) — сцени з тринадцятирічною Керол Денверс на початку 1970-х років.
14. «Залізна людина 2» (2010) — записи з Говардом Старком 1973 року
15. Серіал «Ехо» (2024) — 4 епізод (сцени вагітності Чули та народження Талоа)
16. «Вартові галактики 2» (2017) — початок фільму (сцена з Его і Мередіт Квілл[es] у 1980 р.)
17. Комікс «Marvel's Ant-Man Prelude» № 1-2 (2015)
18. «Людина-мураха» (2015) та «Людина-мураха та Оса» (2018) — флешбеки із завданням Хенка Піма та Джанет ван Дайн у 1987 р.
19. «Вартові Галактики» (2014) — початок фільму (сцена з викраденням Пітера Квілла[en] у 1988 р.)
20. «Марвели» (2023) — флешбек з Керол Денверс і Монікою Рамбо наприкінці 1980-х рр. (спогади Керол і Моніки)
21. «Людина-мураха та Оса» (2018) — сцени катастрофи в лабораторії Елаяса Старра та подальшого знайомства Ейви Старр[en] з Біллом Фостером[en] наприкінці 1980-х років.
22. «Людина-мураха» (2015) — початок фільму (епізод зустрічі Хенка Піма з керівництвом «Щ.И.Т.» у 1989 р.)
23. «Капітан Марвел» (2019) — епізод нападу крії на Мар-Велл і Керол Денверс в 1989 р.
24. «Вартові галактики: Святковий спецвипуск» (2022) — анімаційні вставки (кінець 1980-х — початок 1990-х рр.)
25. «Перший месник: Протистояння» (2016) — сцени вбивства Говарда та Марії Старк[en] Зимовим солдатом у 1991 р. та епізоди подальших експериментів «Гідри» по створенню суперсолдатів
26. «Чорна пантера» (2018) — сцени з королем Т'Чакою, молодим Зурі та Н'Джобу у 1992 р.
27. «Чорна вдова» (2021) — початок фільму (епізоди в Огайо та на Кубі влітку 1995 р. та подальші тренування у Червоній кімнаті)
28. «Капітан Марвел» (2019) — основна частина фільму та друга сцена після титрів у 1995 р.
29. Серіал «Місячний лицар» (2022) — 5 епізод[en] (сцена загибелі Рендалла Спектора у 1996 р.)
30. «Шан-Чі та легенда десяти кілець» (2021) — пошуки Венву села Та Ло та його знайомство з Інь Лі[es] у 1996 р.
31. «Марвели» (2023) — знищення Керол Денверс Вищого Розуму в 1996 році[N 5]
32. Серіал «Таємне вторгнення» (2023) — початок 2 епізоду[en] (знайомство Ніка Ф'юрі● та Гравіка у 1997 р.)
33. Серіал «Таємне вторгнення» (2023) — початок 3 епізоду[ru] (сцена з Варрою та Ніком Ф'юрі у Нью-Йорку у 1998 р.)
34. «Месники: Війна нескінченності» (2018) — сцена знищення половини населення Захаберії, рідної планети Ґамори● наприкінці 1990-х років.
35. Серіал «ВандаВіжен» (2021) — 8 епізод (сцена в будинку сім'ї Максимофф під час бомбардування Соковії 31 березня 1999 р., спогад Ванди)
36. Серіал «Місячний лицар» (2022) — 5-й епізод (сцени з дванадцятирічним Марком Спектором[en] у 1999 р.)
37. «Залізна людина 3» (2013) — початок фільму (епізод у Берні у 1999/2000 р.)

#### XXI століття
1. «Тор: Любов і грім» (2022) — спогади Джейн Фостер про хворобу та смерть її матері — Елейн Фостер (початок 2000-х рр.)
2. «Шан-Чі та легенда десяти кілець» (2021) — сцени сімейного життя Венву та Інь Лі на початку 2000-х років.
3. Комікси «Doctor Strange Prelude» № 1-2 та «Doctor Strange Prelude — The Zealot» № 1 (2016)
4. Серіал «Місячний лицар» (2022) — 5 епізод (спогад Марка Спектора про залишання дому в середині 2000-х рр.)
5. «Неймовірний Халк» (2008) — вступні титри (походження Халка в 2005 р.[N 6])
6. Серіал «Ехо» (2024) — початок і кінець 5 епізоду (зцілення Талоа Лопес дятла, підбитого її дочкою Маєю)
7. Серіал «Ехо» (2024) — 1 епізод (автомобільна катастрофа за участю Маї та Талоа Лопес та наступний переїзд Маї та Вільяма Лопесів до Нью-Йорка 2007 р.)
8. Серіал «Соколине око» (2021) — початок 3 епізоду[en] (сцени з дитинства Маї Лопес у 2007 р.)
9. «Шан-Чі та легенда десяти кілець» (2021) — вбивство Інь Лі та помста Венву її вбивцям у 2007 р.
10. «Чорна вдова» (2021) — спроба усунення генерала Дрейкова в Будапешті у другій половині 2000-х рр.
11. «Залізна людина» (2008) — події у 2008 році; паралельно:
  - Комікс «Iron Man: I Am Iron Man!» № 1-2 (2010)
  - Комікс «Iron Man 2: Public Identity» № 1-3 (2010)
  - «Залізна людина 2» (2010) — сцена смерті Антона Ванко
12. Серіал «Ехо» (2024) — початок 4 епізоду (сцена побиття продавця морозива Вілсоном Фіском[ru] у 2008 р.)
13. Комікс «Iron Man 2: Agents of S.H.I.E.L.D.» № 1 (2010)
14. Комікс «The Avengers Prelude: Fury's Big Week[en]» № 1-4 (2012)
15. Комікс «Marvel's Black Panther Prelude» № 1-2 (2017)
16. «Залізна людина 2» (2010) — основні події фільму у 2010 році; паралельно:
  - Комікс «Marvel's Iron Man 2» № 1-2 (2012)
  - Комікс «Marvel's Black Widow Prelude» № 1 (2020) — кінець
17. «Неймовірний Халк» (2008) — основні події фільму в 2010 році; паралельно:
  - Комікс «Marvel's Thor: Ragnarok Prelude» № 1-2 (2017)
  - «Залізна людина 2» (2010) — кінцівка фільму (розмова Старка та Ф'юрі●)
18. «Тор» (2011) — основні події фільму у 2010 році; паралельно:
  - Комікс «Marvel's Thor» № 1-2 (2013)
  - Короткометражний фільм «Кумедний випадок на шляху до молота Тора[pl]» (2011)
  - «Залізна людина 2» (2010) — сцена після титрів
19. Короткометражний фільм «Консультант»[ru] (2011)
20. Комікс «Thor: The Dark World Prelude» № 1 (2013)
21. «Вартові галактики 3» (2023) — сцени з минулого Ракети[en] (за кілька років до 2014 р.)
22. «Людина-мураха та Оса: Квантоманія» (2023) — флешбеки з Джанет ван Дайн та Кангом[ru] (до 2015 р.)
23. «Перший месник» (2011) — початок та закінчення фільму у 2011 р.
24. Комікс «Ant-Man — Scott Lang: Small Time» № 1 (2015)
25. Комікс «The Avengers Prelude: Black Widow Strikes» № 1-3 (2010)
26. Комікс «The Avengers Prelude: Fury's Big Week» № 4 (2012) — епілог
27. «Месники» (2012) — події у 2012 р.; паралельно:
  - Комікс «Iron Man 3 Prelude» № 1-2 (2013)
  - Комікс «Thor: The Dark World Prelude» № 2 (2013)
  - Комікс «Marvel's The Avengers» № 1-2 (2014—2015)
  - Комікс «Avengers: Age of Ultron Prelude — This Scepter'd Isle» № 1 (2015) — початок
  - Серіал «Соколине око» (2021) — початок 1 епізоду[en] (руйнування квартири сім'ї Бішоп та похорон Дерека Бішопа)
  - «Людина-павук: Повернення додому» (2017) — початок фільму (конфлікт Едріана Тумса[ru] з Контролем наслідків[en] та робота команди Тумса з присвоєними технологіями Читаурі[en])
  - Короткометражний фільм «Зразок 47» (2012)
  - Комікс «Thor: The Dark World Prelude» (2013) — епілог
  - Комікс «Marvel's Spider-Man: Far From Home Prelude» № 1 — початок
28. «Тор 2: Царство темряви» (2013) — (сцена з Одіном і полоненим Локі)
29. Серіал «Секретне вторгнення» (2023) — початок 4 епізоду[en] (сцена з Варрою та Ніком Ф'юрі в Парижі 2012 р.)
30. Веб-серіал «WHIH Newsfront[en]» (2015—2016) — 1 сезон, 3 епізод (відеозаписи крадіжки, скоєної Скоттом Ленгом[en] у Vista Corp в 2012 р.)
31. «Тор 2: Царство темряви» (2013) — основні події фільму восени 2013 р.; паралельно:
  - Комікс «Marvel's Thor: Ragnarok Prelude» № 3-4
32. «Залізна людина 3» (2013) — події наприкінці 2013 — на початку 2014 рр.; паралельно:
  - Комікс «Marvel's Captain America: Civil War Prelude» № 1-2 (2015—2016)
33. Короткометражний фільм «Хай живе Король» (2014)
34. Комікс «Guardians of the Galaxy Infinite Comic — Dangerous Prey» № 1 (2014)
35. Комікс «Captain America: The Winter Soldier Infinite Comic» № 1 (2014)
36. Комікс «Avengers: Age of Ultron Prelude — This Scepter'd Isle» № 1 (2015) — основна частина
37. «Перший месник: Друга війна» (2014) — основна частина фільму навесні 2014; паралельно:
  - Комікс «Marvel's Captain America: Civil War Prelude» № 3-4 (2015—2016)
  - Комікс «Avengers: Age of Ultron Prelude — This Scepter'd Isle» № 1 (2015) — епілог
  - Комікс «Marvel's Black Widow Prelude» № 1 (2020) — початок
38. Серіал «ВандаВіжен» (2021) — 8 епізод (сцена експерименту над Вандою з Камнем Розуму, спогад Ванди)
39. «Перший месник: Друга війна» (2014) — перша сцена після титрів
40. «Месники: Війна нескінченності» (2018) — розмова Гомори та Небули[en] про місцезнаходження Каменя Душі (запис із пам'яті Небули)
41. «Вартові Галактики» (2014) — основна частина фільму навесні-літом 2014; паралельно:
  - Комікс «Marvel's Guardians of the Galaxy Vol.» 2 Prelude" № 1-2 (2017)
42. Мультсеріал «Я є Ґрут» (2022—2023) — 1 епізод
43. «Вартові Галактики 2» (2017) — основна частина фільму восени 2014 р., перші три та п'ята сцени після титрів
44. Мультсеріал «Я є Ґрут» (2022—2023) — 2-10 епізоди
45. «Шан-Чі та легенда десяти кілець» (2021) — виліт Шан-Чі до США у 2014 р.
46. Телесеріал «Шибайголова» (2015—2018) — 1 сезон[en]
47. Комікс «Marvel's Jessica Jones» № 1 (2015)
48. Телесеріал «Джессіка Джонс» (2015—2019) — 1 сезон[en]
49. «Тор: Любов і грім» (2022) — зустрічі Тора та Джейн Фостер навесні 2015 р.
50. «Месники: Ера Альтрона» (2015) — події пізньої весни 2015 р.; паралельно:
  - Комікс «Marvel's Captain Marvel Prelude» № 1 (2018) — початок коміксу
51. Серіал «ВандаВіжен» (2021) — 8 епізод (сцена з Вандою та Віженом на базі Месників[en], спогад Ванди)
52. Веб-серіал «WHIH Newsfront» (2015—2016) — 1 сезон
53. «Людина-мураха» (2015) — основна частина фільму влітку 2015 р.; паралельно:
  - Комікс «Marvel's Ant-Man and the Wasp Prelude» № 1-2 (2018)
54. «Людина-мураха та Оса: Квантоманія» (2023) — потрапляння Даррена Кроса[en] в квантовий вимір та його перетворення на МОДОКа
55. Телесеріал «Шибайголова» (2015—2018) — 2 сезон
56. Телесеріал «Люк Кейдж» (2016—2018) — 1-й сезон[en]
57. Телесеріал «Залізний кулак» (2017—2018) — 1-й сезон[en]
58. Телесеріал «Захисники» (2017)
59. Телесеріал «Шибайголова» (2015—2018) — 3-й сезон[en], початок 1 епізоду
60. «Перший месник: Протистояння» (2016) — відеозаписи з Пітером Паркером наприкінці 2015 р. — на початку 2016 р.[N 7]
61. «Доктор Стрендж» (2016) — початок фільму на початку 2016 р. (викрадення Кецилієм[en] сторінки з Книги Каліостро; аварія та відновлення Стівена Стренджа)
62. Веб-серіал «WHIH Newsfront» (2015—2016) — 2 сезон, 1-4 епізоди
63. «Перший месник: Протистояння» (2016) — основна частина фільму та сцени після титрів навесні 2016 р.; паралельно:
  - Веб-серіал «WHIH Newsfront» (2015—2016) — 2 сезон, 5 епізод
  - «Людина-павук: Далеко від дому» (2019) — кадри з Квентіном Беком[ru] під час демонстрації Старком програми МОРГ
  - Комікс «Spider-Man: Homecoming Prelude» № 1-2 (2017)
  - «Людина-павук: Повернення додому» (2017) — «Фільм Пітера Паркера»
  - Комікс «Marvel's Avengers: Infinity War Prelude» № 1 (2018)
  - Комікс «Marvel's Captain Marvel Prelude» № 1 (2018) — основна частина
  - Комікс «Marvel's Black Widow Prelude» № 1-2 (2020) — основна частина
64. «Чорна вдова» (2021) — основна частина фільму навесні-влітку 2016 р.
65. «Перший месник: Протистояння» (2016) — сцени отримання Старком листа від Роджерса та проникнення Роджерса до в'язниці Рафт
66. «Чорна пантера» (2018) — основна частина фільму та перша сцена після титрів улітку 2016 р.
67. «Людина-павук: Повернення додому» (2017) — основна частина фільму та перша сцена після титрів;
  - Комікс «Marvel's Spider-Man: Far From Home Prelude» № 1 — основна частина, № 2 (2019)
68. Телесеріал «Каратель» (2017—2019) — 1 сезон[en]
69. «Тор: Кохання і грім» (2022) — розставання Тора та Джейн Фостер восени 2016 р.
70. «Доктор Стрендж» (2016) — основна частина фільму та друга сцена після титрів наприкінці 2016 — на початку 2017 років.
71. Телесеріал «Джесіка Джонс» (2015—2019) — 2-й сезон[en]
72. Телесеріал «Люк Кейдж» (2016—2018) — 2-й сезон[en]
73. Телесеріал «Залізний кулак» (2017—2018) — 2-й сезон[en]
74. Телесеріал «Шибайголова» (2015—2018) — 3 сезон, основна частина 1 епізоду, 2—13 епізоди
75. «Тор: Раґнарок» (2017) — основна частина фільму та друга сцена після титрів восени 2017 р.; параллельно:
  - Комікс «Marvel's Avengers: Infinity War Prelude» № 2 (2018)
76. Телесеріал «Каратель» (2017—2019) — 2-й сезон[en]
77. Телесеріал «Джесіка Джонс» (2015—2019) — 3-й сезон[en]
78. «Вартові Галактики 2» (2017) — четверта сцена після титрів (діалог Квілла та Грута[en], що виріс)
79. «Дедпул і Росомаха» (2024) — сцена співбесіди Вейда Вілсона у Геппі Гогана 14 березня 2018 р.
80. Серіал «Сокіл та Зимовий солдат» (2021) — початок 4 епізоду[en] (сцена з Айо та Бакі Барнсом у Ваканді)
81. «Чорна пантера» (2018) — друга сцена після титрів
82. «Месники: Ера Альтрона» (2015) — сцена після титрів
83. «Людина-мураха та Оса» (2018) — основна частина фільму навесні 2018 р.
84. «Месники: Війна нескінченності» (2018) — напад Таноса на Ксандар та отримання ним Каміння Сили (розповідь Тора)
85. «Тор: Раґнарок» (2017) — перша сцена після титрів.
86. «Месники: Війна нескінченності» (2018) — події навесні 2018 р.; паралельно:
  - Комікс «Marvel's Avengers: Endgame Prelude» № 1-3 (2018—2019)
  - «Людина-мураха та Оса» (2018) — сцени після титрів.
  - «Месники: Завершення» (2019) — початкова сцена фільму (зникнення сім'ї Клінта Бартона)
  - «Людина-павук: Далеко від дому» (2019) — відеозапис зникнення людей у спортивному залі
  - Серіал «Соколине око» (2021) — початок 5 епізоду[en] (сцена зникнення Олени Бєлової)
  - «Людина-павук: Додому шляху нема» (розширена версія 2022) — сцена зникнення Бетті Брант та Джейсона Іонелло
  - Комікс «Marvel's Captain Marvel Prelude» № 1 (2018) — епілог
87. «Капітан Марвел» (2019) — перша сцена після титрів
88. «Месники: Завершення» (2019) — пролог фільму в 2018 р. (прибуття на Землю Старка та Небули; бій із Таносом[en] на планеті 0259-S)
89. «Месники: Завершення» (2019) — перетворення Брюса Беннера на Розумного Халка наприкінці 2019 року (розповідь Брюса Беннера)
90. «Марвели» (2023) — сцена з Керол Денверс та Марією Рамбо між 2018 та 2020 роками. (спогади Керол)
91. Серіал «Соколине око» (2021) — 3 епізод (вбивство Роніном Вільяма Лопеса та членів його банди, між 2018 та 2021 рр.)
92. Серіал «Ехо» (2024) — 1 епізод (затримання Майї Лопес за спробу викрадення мотоцикла та початок її роботи на Вілсона Фіска, між 2018 та 2021 рр.)
93. Серіал «Ехо» (2024) — початок 4 епізоду (вечеря Вілсона Фіска та Майї Лопес у 2021 р.)
94. Серіал «Місячний лицар» (2022) — 5 епізод (спогади Марка Спектора про отримання сил Місячного лицаря в 2022 р.)
95. «Месники: Завершення» (2019) — основні події фільму у 2023 р.; паралельно:
  - «Людина-павук: Далеко від дому» (2019) — відеозапис повернення людей у спортивному залі
  - Серіал «ВандаВіжен» (2021) — початок 4 епізоду (сцена повернення Моніки Рамбо та інших людей у лікарні)
  - Серіал «Соколине око» (2021) — початок 5 епізоду (сцена повернення Олени Бєлової)
  - «Людина-павук: Додому шляху нема» (розширена версія 2022) — сцена повернення Бетті Брант та Джейсона Іонелло
96. Серіал «Місячний лицар» (2022) — 5 епізод (спогади Марка Спектора про відмову від візиту поминок по своїй матері та взяття особистістю Стівена Гранта контролю над його тілом між 2022 та 2024 рр.)
97. Серіал «ВандаВіжен» (2021) — 8 епізод (сцени візиту Ванди до штаб-квартири «М.Е.Ч.[en]» та встановлення нею контролю над Веств'ю, спогади Ванди)
98. Серіал «ВандаВіжен» (2021) — кінець 7 епізоду[en] (флешбек з прибуттям Агати Харкнес в Веств'ю)
99. Серіал «ВандаВіжен» (2021) — основні події серіалу восени 2023[N 8]; паралельно 9 епізоду:
  - Серіал «Це все Агата» (2024) — початок 6 епізоду (вселення душі Біллі Максимоффа[en] в тіло загиблого Вільяма Каплана)
100. «Шан-Чі та легенда десяти кілець» (2021) — основна частина фільму та сцени після титрів навесні 2024 р.
101. Серіал «Сокіл та Зимовий солдат» (2021) — 1-5 епізоди навесні 2024 р.
102. «Чорна пантера: Ваканда назавжди» (2022) — початок фільму (смерть та похорон Т’Чалли навесні 2024 р.)
103. «Людина-павук: Далеко від дому» (2019) — основні події фільму влітку 2024 р.; паралельно:
  - Короткометражний фільм «Список справ Пітера» (2019)
  - Веб-серіал «The Daily Bugle[en]» (2019—2021) — 1 сезон[76]
104. «Людина-павук: Додому шляху нема» (2021) — початок фільму (події, викликані розкриттям особистості Пітера Паркера, влітку 2024 р.); паралельно:
  - Веб-серіал «TheDailyBugle.net» (2019—2021) — 2 сезон[77]
105. Серіал «Сокіл та Зимовий солдат» (2021) — 6 епізод[en] влітку 2024 р.
106. Серіал «Жінка-Галк: Адвокатка» (2022) — основна частина 1 епізоду (автомобільна аварія за участю Дженніфер Волтерс та Брюса Беннера; подальші дослідження та тренування в Мексиці восени 2024 р.)
107. «Вічні» (2021) — епізоди з Ікарісом та Аяк у Південній Дакоті та в Алясці.
108. «Вічні» (2021) — основна частина фільму та сцени після титрів восени 2024[42][43]
109. «Людина-павук: Додому шляху нема» (2021) — основна частина фільму (події, спричинені порушенням заклинання забуття, у листопаді 2024 р.); паралельно:
  - «Веном 2: Карнаж» (2021) — сцена після титрів
  - «Людина-павук: Додому шляху нема» (2021) — сцена після титрів
110. «Доктор Стрендж у мультивсесвіті божевілля» (2022) — події пізньої осені 2024 р.
111. «Людина-павук: Додому шляху нема» (2021) — фінальні сцени фільму в грудні 2024 р.
112. Серіал «Соколине око» (2021) — основні події серіалу на Різдво 2024 року[78]; паралельно 4-му епізоду[en]:
  - «Чорна вдова» (2021) — сцена після титрів
113. Серіал «Жінка-Галк: Адвокатка» (2022) — початок і кінець 1 епізоду, 2-3 епізоди навесні 2025 р.
114. Серіал «Місячний лицар» (2022) — основні події серіалу навесні 2025 р.
115. «Чорна пантера: Ваканда назавжди» (2022) — основні події фільму та сцена після титрів навесні 2025 року.
116. Серіал «Ехо» (2024) — основні події серіалу у травні 2025 р.
117. Серіал «Жінка-Галк: Адвокатка» (2022) — 4-9 епізоди влітку 2025 р.
118. Серіал «Міс Марвел» (2022) — основні події серіалу восени 2025 р.
119. «Тор: Кохання і грім» (2022) — основні події фільму та сцени після титрів восени 2025 р.
120. Спецвипуск «Нічний перевертень» (2022) — події восени 2025 р.
121. Серіал «Шибайголова: Народжений наново» (2025 — теперішній час) — 1-й сезон[en], початок 1 епізоду (вбивство Фоггі Нельсона наприкінці 2025 р.)
122. «Вартові Галактики: Святковий спецвипуск» (2022) — основні події на Різдво 2025 р.
123. «Людина-мураха та Оса: Квантоманія» (2023) — основні події фільму та перша сцена після титрів у 2026 р.
124. «Вартові Галактики 3» (2023) — основні події фільму та сцени після титрів у 2026 р.
125. Серіал «Секретне вторгнення» (2023) — основні події серіалу у листопаді 2026 р.
126. «Капітан Америка: Чудесний новий світ» — початок фільму в листопаді 2026 р.
127. «Марвели» (2023) — основні події фільму наприкінці 2026 р.
128. Серіал «Це все Агата» (2024) — основні події серіалу наприкінці 2026 року[N 9]
129. Серіал «Шибайголова: Народжений наново» (2025 — нині) — 1 сезон, основна частина 1 епізоду у грудні 2026 р.
130. Серіал «Шибайголова: Народжений наново» (2025 — теперішній час) — 1 сезон, 2—6 епізоди в січні—березні 2027 р.
131. «Капітан Америка: Чудесний новий світ» — основні події у квітні 2027 р.

### Лінії поза часом

#### Часова лінія УЧЗ
1. Серіал «Локі» (2021—2023) — 2 сезон, 4 епізод[en] (запис із Равонною Ренслейєр та «Тим, хто залишається»)
2. Серіал «Локі» (2021—2023) — 1 сезон, початок 4 епізоду (арешт Сільві мисливцями УЧЗ)
3. Серіал «Локі» (2021—2023) — основна частина 1 сезону[N 10]
4. Серіал «Локі» (2021—2023) — основна частина 2 сезону[N 11]
5. «Дедпул і Росомаха» (2024) — основна частина фільму і сцена після титрів[N 12]

#### Часова лінія Спостерігачів
1. Мультсеріал «А що як…?» (2021—2024) — 3 сезон[en], початок 8 епізоду (становлення Уату Спостерігачем)
2. Мультсеріал «А що як…?» (2021—2024) — 1 сезон[en], кінець 8 і основна частина 9 епізоду
3. Мультсеріал «А що як…?» (2021—2024) — 2 сезон[en], основна частина 9 епізоду
4. Мультсеріал «А що як…?» (2021—2024) — 3 сезон, фінали 5 і 6 епізодів, основні частини 7 і 8 епізодів

### Альтернативні часові лінії
Альтернативна часова лінія з подій, що відбулися до 965 року.
1. Мультсеріал «А що як…?» (2021—2024) — 2 сезон, 6 епізод[en] (основні події в альтернативному XV столітті)

Альтернативна часова лінія з 965 р.
1. Мультсеріал «А що як…?» (2021—2024) — 1 сезон, 7 епізод (основні події в альтернативному 2010 році)
2. Мультсеріал «А що як…?» (2021—2024) — 1 сезон, 9 епізод (битва Тора проти ботів Альтрона[ru] у Лас-Вегасі)
3. Мультсеріал «А що як…?» (2021—2024) — 3 сезон, 4 епізод (основні події в альтернативному 2013 році)
4. Мультсеріал «А що як…?» (2021—2024) — 3 сезон, 7 епізод (зображення Дарсі Льюїс і Говарда Дака, які розмовляють з Берді)

Альтернативна часова лінія ~1000 р.
1. Мультсеріал «А що як…?» (2021—2024) — 2 сезон, 7 епізод[ru]

Альтернативна часова лінія, що змінилася до XIX століття
1. Мультсеріал «А що як…?» (2021—2024) — 3 сезон, 6 епізод (основні події в альтернативному 1872 році)

Альтернативна часова лінія з 1943 р.
1. Мультсеріал «А що як…?» (2021—2024) — 1 сезон, 1 епізод
2. Мультсеріал «А що як…?» (2021—2024) — 2 сезон, початок 5 епізоду[ru] в альтернативному 2012 році
3. Мультсеріал «А що як…?» (2021—2024) — 2 сезон, 5 епізод (зустріч Капітана Картер та Наташі Романофф в альтернативному 2014 році)
4. Мультсеріал «А що як…?» (2021—2024) — 1 сезон, 9 епізод (місія Капітана Картер на «Лемуріанській зірці» в альтернативному 2014 році)
5. Мультсеріал «А що як…?» (2021—2024) — 2 сезон, основна частина 5 епізоду в альтернативному 2014 році

Альтернативна часова лінія із середини XX століття.
1. Мультсеріал «А що як…?» (2021—2024) — 3 сезон, 2 епізод

Альтернативна часова лінія з 1988 р. (№ 1)
1. Мультсеріал «А що як…?» (2021—2024) — 1 сезон, 2 епізод (основні події в альтернативному 2014 році)
2. Мультсеріал «А що як…?» (2021—2024) — 1 сезон, 9 епізод (порятунок Т'Чалою Пітера Квілла від Его)

Альтернативна часова лінія з 1988 р. (№ 2)
1. Мультсеріал «А що як…?» (2021—2024) — 2 сезон, 2 епізод

Альтернативна часова лінія з 1991 р.
1. Мультсеріал «А що як…?» (2021—2024) — 3 сезон, 3 епізод

Альтернативна часова лінія з 2008 р.
1. Мультсеріал «А що як…?» (2021—2024) — 1 сезон, 6 епізод
2. Мультсеріал «А що як…?» (2021—2024) — 1 сезон, 9 епізод (атака загону Шурі[en] та Пеппер Паттс на резиденцію Кіллмонгера у Ваканді)

Альтернативна часова лінія з 2009 р.
1. Мультсеріал «А що як…?» (2021—2024) — 1 сезон, 3 епізод
2. Мультсеріал «А що як…?» (2021—2024) — 1 сезон, 9 епізод (битва Нових Месників і «Щ. И.Т.а» проти армії Локі на Гелікаррієрі)

Альтернативна часова лінія з 2010 р.
1. Мультсеріал «А що як…?» (2021—2024) — 2 сезон, 3 епізод[en]

Альтернативна часова лінія з 2012 р. (№ 1)
1. «Месники: Завершення» (2019) — альтернативне закінчення битви за Нью-Йорк 2012 року та крадіжка Тессеракту альтернативною версією Локі
2. Серіал «Локі» (2021—2023) — 1-й сезон[en], початок 1 епізоду (переміщення альтернативної версії Локі до Монголії та його арешт мисливцями УЧЗ)

Альтернативна часова лінія з 2012 р. (№ 2)
1. Мультсеріал «А що як…?» (2021—2024) — 2 сезон, 4 епізод
2. Мультсеріал «А що як…?» (2021—2024) — 1 сезон, 9 епізод (сцена з Гаморою, Тоні Старком та Ейтрі на Нідавелірі)

Альтернативна часова лінія з 2014 р. (№ 1)
1. Мультсеріал «А що як…?» (2021—2024) — 2 сезон, 1 епізод
2. Мультсеріал «А що як…?» (2021—2024) — 3 сезон, початок 7 епізоду (битва з пожирачем всесвіту на Ксандарі)

Альтернативна часова лінія з 2014 р. (№ 2)
1. Мультсеріал «А що як…?» (2021—2024) — 3 сезон, 1 епізод (основні події в альтернативному 2024 році)

Альтернативна часова лінія з 2015 р.
1. Мультсеріал «А що як…?» (2021—2024) — 1 сезон, основна частина 8 епізоду
2. Мультсеріал «А що як…?» (2021—2024) — 3 сезон, 7 епізод (зустріч Капітана Картер та Альтрона Нескінченності)

Альтернативна часова лінія з 2016 р.
1. Мультсеріал «А що як…?» (2021—2024) — 1 сезон, 4 епізод
2. Мультсеріал «А що як…?» (2021—2024) — 2 сезон, кінець 9 епізоду (відтворення знищеної реальності з воскресінням Крістіни Палмер і стиранням з неї Стівена Стренджа)
3. Мультсеріал «А що як…?» (2021—2024) — 3 сезон, кінець 8 епізоду

Альтернативна часова лінія, що змінилася до 2016 р.
1. Мультсеріал «Ваш дружній сусід Людина-павук» (2025 — теперішній час) — 1 сезон

Альтернативна часова лінія з 2018 р. (№ 1)
1. Мультсеріал «А що як…?» (2021—2024) — 1 сезон, 5 епізод
2. Мультсеріал «Marvel Зомбі» (2025)

Альтернативна часова лінія з 2018 р. (№ 2)
1. Мультсеріал «А що як…?» (2021—2024) — 2 сезон, 8 епізод (битва Стіва Роджерса та Таноса у Ваканді в альтернативному 2018 році, що породила часову аномалію 1602 р.)

- Часова аномалія 1602 р.

1. Мультсеріал «А що як…?» (2021—2024) — 2 сезон, 8 епізод (призов Вандою Мерлін Капітана Картер[en])
2. Мультсеріал «А що як…?» (2021—2024) — 2 сезон, кінцівка 5 епізоду (переміщення Капітана Картер у цей всесвіт за допомогою Ванди Мерлін)
3. Мультсеріал «А що як…?» (2021—2024) — 2 сезон, основна частина 8 епізоду

- Відновлений 1602 р.

1. Мультсеріал «А що як…?» (2021—2024) — 2 сезон, кінець 8 епізоду, початок 9 епізоду

Альтернативна часова лінія з 2024 р.
1. Мультсеріал «А що як…?» (2021—2024) — 3 сезон, 5 епізод

Альтернативна часова лінія Землі-838
1. «Доктор Стрендж у мультивсесвіті божевілля» (2022) — сцена страти Стівена Стренджа на Титані
2. «Доктор Стрендж у мультивсесвіті божевілля» (2022) — події, викликані переміщенням Доктора Стренджа із Землі-616 та Америки Чавес[ru]

Альтернативна часова лінія Землі-10005
- «Дедпул і Росомаха» (2024) — сцени з життя Вейда Вілсона до арешту мисливцями УЧЗ та фінальний акт фільму у 2024 році
- «Дедпул і Росомаха» (2024) — початкова сцена з ексгумацією тіла Логана[en] після 2029 року

Альтернативна часова лінія невідомого номеру та року
1. «Марвели» (2022) — сцена після титрів (пробудження Моніки Рамбо із Землі-616 у лабораторії команди «Люди Ікс» та її зустріч з альтернативною версією Марії Рамбо / Бінарі і Хенком Маккоєм / Звіром)

## Події серіалів Marvel Television
Хронологія проектів Marvel Television, які не мають офіційно підтверджених зв'язків із проектами Marvel Studios:
1. Серіал «Агент Картер» (2015—2016) — 1[en]-2[en] сезони[N 38]
2. Серіал «Агенти Щ.И.Т.» (2013—2020) — 1 сезон[en], 1-15 епізоди, 16-17 епізоди[N 39], 18-22 епізоди
3. Серіал «Агенти Щ. И.Т.» (2013—2020) — 2 сезон[en], 1—22 епізоди
4. Серіал «Агенти Щ. И.Т.» (2013—2020) — 3 сезон[en], основна частина 5 епізоду
5. Серіал «Агенти Щ. И.Т.» (2013—2020) — 3 сезон, 1-18 епізоди
6. Серіал «Агенти Щ. И.Т.» (2013—2020) — 3 сезон, 19 епізод[N 40], 20—22 епізоди
7. Серіал «Надлюди» (2017)
8. Веб-серіал «Агенти Щ.И.Т.: Йо-Йо[en]» (2016) — основна частина серіалу
9. Телесеріал «Плащ і Кинджал» (2018—2019) — 1 сезон
10. Серіал «Агенти Щ. И.Т.» (2013—2020) — 4 сезон[en], 1-8 епізоди
11. Веб-серіал «Агенти Щ. И.Т.: Йо-Йо» (2016) — початок та кінець
12. Серіал «Агенти Щ. И.Т.» (2013—2020) — 4 сезон, 9-22 епізоди
13. Серіал «Агенти Щ. И.Т.» (2013—2020) — 5 сезон[en], початок 1 епізоду та основна частина 5 епізоду
14. Телесеріал «Плащ і Кинджал» (2018—2019) — 2 сезон
15. Серіал «Втікачі» (2017—2019) — 1-2 сезони
16. Серіал «Втікачі» (2017—2019) — 3 сезон, 1-4 епізоди
17. Серіал «Агенти Щ. И.Т.» (2013—2020) — 5 сезон, 11—22 епізоди
18. Серіал «Агенти Щ. И.Т.» (2013—2020) — 6 сезон[en]
19. Серіал «Агенти Щ. И.Т.» (2013—2020) — 7 сезон[en], 13 епізод (повернення в 2019 р.)
20. Серіал «Втікачі» (2017—2019) — 3 сезон, 5-10 епізоди
21. Серіал «Агенти Щ. И.Т.» (2013—2020) — 7 сезон, кінець 13 епізоду (2020 р.)
22. Серіал «Гелстром» (2020)

Альтернативна часова лінія 1931—1983 років.
1. Серіал «Агенти Щ. И.Т.» (2013—2020) — 6 сезон, кінець 13 епізоду; 7 сезон, 1—2 епізоди (подорож у 1931 р.)
2. Серіал «Агенти Щ. И.Т.» (2013—2020) — 7 сезон, 3—4 епізоди (подорож у 22 липня 1955 р.)
3. Серіал «Агенти Щ. И.Т.» (2013—2020) — 7 сезон, перша половина 5 епізоду (подорож у 1973 р.)
4. Серіал «Агенти Щ. И.Т.» (2013—2020) — 7 сезон, друга половина 5 епізоду, основна частина 6 епізоду (подорож у 4 липня 1976 р.)
5. Серіал «Агенти Щ. И.Т.» (2013—2020) — 7 сезон, кінець 6 епізоду, 7-12 епізоди, початок 13 епізоду (подорожі в 1982—1983 рр.)

Альтернативна часова лінія 2017—2091 рр.
1. Серіал «Агенти Щ. И.Т.» (2013—2020) (2013—2020) — 5 сезон, 1—10 епізоди

Альтернативна часова лінія з 2019 р.
1. Серіал «Агенти Щ. И.Т.» (2013—2020) — 7 сезон, 11 епізод (спогади Джемми Сіммонс)
2. Серіал «Агенти Щ. И.Т.» (2013—2020) — 7 сезон, 13 епізод (спогади Леопольда Фітца)

Альтернативна часова лінія 2019—2028 рр.
1. Серіал «Втікачі» (2017—2019) — 3 сезон, початок 10 епізоду

## Спроби кодифікації
Офіційний тай-ін комікс-приквел «Великий тиждень Ф'юрі» підтвердив, що події «Неймовірного Халка», «Залізної людини 2» та «Тора» розгортаються протягом тижня, за рік до кросоверу «Месники». Сценаристи Крістофер Йост та Ерік Пірсон намагалися слідувати логіці хронології фільмів при створенні коміксу і отримали «печатку схвалення» від Файгі та Marvel Studios. Під час промо-кампанії «Месників» у травні 2012 року Marvel випустила офіційну інфографіку з докладним описом хронології.
Під час розробки фільму «Людина-павук: Повернення додому», режисеру та співавтору сценарію Джону Уоттсу показали список із докладним описом хронології КВМ, створеного співпродюсером Еріком Керролом. Воттс розповів, що список включав як пропрацьовані, так і непророблені хронологічні зв'язки між фільмами, а довжина цього списку виходила за межі столу для нарад. Цей список був використаний як основа для зв'язку «Повернення додому» з попередніми фільмами, наприклад, з «Месниками». У зв'язку з цим на початку «Повернення додому» з'явилася заставка, яка уточнила, що між кінцівкою «Месників» та початком «Протистояння» минуло вісім років. Надалі ця заставка була широко розкритикована за порушення встановленої хронології: насправді між цими фільмами КВМ минуло лише чотири роки. Крім того, один з діалогів у «Протистоянні» містив фразу, яка вказувала на те, що між фіналом «Залізної людини» та подіями «Протистояння» минуло вісім років, незважаючи на п'ять або шість років, що були встановлені в хронології КВМ. Один із режисерів «Війни нескінченності» Джо Руссо назвав «вкрай неправильною» заставку з «Повернення додому»; а в самій «Війні нескінченності» цю помилку було проігноровано. Реакція глядачів і критиків на це непорозуміння спонукала Marvel Studios у листопаді 2018 року випустити оновлену офіційну хронологію всіх трьох фаз кіновсесвіту, яка була включена до довідника «Marvel Studios: Перші 10 років», що вийшов до 10-річного ювілею КВМ.
| Рік (роки) | Фільм (-и)                                                               |
| ---------- | ------------------------------------------------------------------------ |
| 1943—1945  | «Перший месник»                                                          |
| 2010       | «Залізна людина»                                                         |
| 2011       | «Залізна людина 2», «Тор»                                                |
| 2012       | «Месники», «Залізна людина 3»                                            |
| 2013       | «Тор 2: Царство темряви»                                                 |
| 2014       | «Перший месник: Друга війна», «Вартові галактики», «Вартові галактики 2» |
| 2015       | «Месники: Ера Альтрона», «Людина-мураха»                                 |
| 2016       | «Перший месник: Протистояння»                                            |
| 2016—2017  | «Доктор Стрендж»                                                         |
| 2017       | «Чорна пантера», «Тор: Раґнарок», «Месники: Війна нескінченності»        |

Ця хронологія проігнорувала дві «восьмирічні» помилки, але, водночас, створила протиріччя з подіями «Чорної пантери» та «Війни нескінченності», розмістивши їх у 2017 році. Незважаючи на очевидні помилки, Томас Бекон зі «Screen Rant» описав нову хронологію як «найбільш схожу на певну офіційну заяву Marvel про різні події КВМ», яка привнесла «якесь почуття балансу в кіновсесвіт».

### Хронологія на Disney+
У жовтні 2020 року до секції Marvel на стрімінг-сервісі Disney+ було включено групування фільмів за фазами та за послідовністю подій. Бекон вважав, що поміщення фільму «Тор 2: Царство пітьми» між «Месниками» та «Залізною людиною 3», а «Чорної пантери» після «Протистояння» виправило «попередні проблеми» із хронологією цих проектів. Бекон зрадів тому, що Disney та Marvel «визнали рівноправними можливості дивитися ці фільми в порядку виходу або в хронологічному порядку». Стрічки «Неймовірний Халк», «Людина-павук: Повернення додому» та «Людина-павук: Вдалині від дому» не були включені до цих списків, оскільки права на розповсюдження проектів не належали Disney. Проте Бекон припустив, що події «Неймовірного Халка» можуть відбуватися одночасно або після «Залізної людини 2», події «Повернення додому» — після «Чорної пантери», а «Далеко від дому» — після «Месників: Фінал». Джулія Александер з «The Verge» погодилася з Беконом в тому, що «схоже, Disney нарешті розуміє, як [деякі глядачі] бажають дивитися фільми Marvel».
У червні 2022 року «Повернення додому» стало доступно на Disney+ у Великій Британії та Австралії, а пізніше було додане до хронології кіновсесвіту. Фільм «Людина-павук: Далеко від дому» став доступним на Disney+ в Японії в липні 2022 року, у зв'язку з чим був доданий до хронології.
У серпні 2022 року «Неймовірний Халк» був доданий до хронології кіновсесвіту на Disney+ у тих країнах, де він був доступний, наприклад, в Іспанії та Японії, а 16 червня 2023 року він став доступним і в США.
Мультсеріал «Я є Грут», що вийшов у серпні 2022 року, був доданий до хронології у вигляді окремих п'яти епізодів: перший епізод був поміщений між першою та другою частинами «Вартових Галактики», решта чотири — безпосередньо після другої частини; але через рік, напередодні виходу другого сезону, мультсеріал почав бути присутнім у хронології у вигляді єдиного проекту, що йде по хронології після фільму «Вартові Галактики 2».
У жовтні 2023 року фільм «Шан-Чі та легенда десяти кілець», що раніше знаходився між фільмами «Людина-павук: Далеко від дому» та «Вічні», був поміщений між серіалами «Ванда/Віжн» та «Сокіл та Зимовий солдат».
У січні 2024 року напередодні виходу серіалу «Ехо» в офіційну хронологію були додані серіали від Marvel Television, які раніше транслювалися на інтернет-хостингу Netflix: «Шибайголова», «Джесіка Джонс», «Люк Кейдж», «Залізний кулак», «Захисники» та «Каратель». У лютому цього року хронологія зазнала змін: окремі сезони серіалів були розставлені за часом дії, а також з'явилася окрема хронологія, куди входять лише фільми.
Станом на червень 2025 року хронологія на Disney+ виглядає так: «Перший месник», «Агент Картер», «Капітан Марвел», «Залізна людина», «Залізна людина 2», «Неймовірний Халк», «Кумедний випадок по дорозі до молота Тора», «Тор», «Консультант», «Месники», «Зразок 47», «Тор 2: Царство пітьми», «Залізна людина 3», «Хай живе король», «Перший месник: Інша війна», «Вартові Галактики», «Вартові Галактики. Частина 2», «Я є Грут» (1—2 сезони), «Шибайголова» (1 сезон), «Джесіка Джонс» (1 сезон), «Месники: Ера Альтрона», «Людина-мураха», «Шибайголова» (2 сезон), «Люк Кейдж» (1 сезон), «Залізний кулак» (1 сезон),"Захисники", «Перший месник: Протистояння», «Чорна вдова», «Чорна пантера», «Людина-павук: Повернення додому», «Каратель» (1 сезон), «Доктор Стрендж», «Джесіка Джонс» (2 сезон), «Люк Кейдж» (2 сезон), «Залізний кулак» (2 сезон), «Шибайголова» (3 сезон), «Тор: Рагнарек», «Каратель» (2 сезон), «Джесіка Джонс» (3 сезон), «Людина-мураха та Оса», «Месники: Війна нескінченності», «Месники: Фінал», «Локі» (1 сезон), «Що, якщо …?» (1 сезон), «Ванда/Віжн», «Шан-Чі та легенда десяти кілець», «Сокіл і Зимовий солдат», «Людина-павук: Вдалині від дому», «Вічні», «Доктор Стрендж: У мультивсесвіті безумства», «Соколине око», «Місячний лицар», «Чорна пантера: Ваканда навіки», «Ехо», «Жінка-Халк: Адвокат», «Міс Марвел», «Тор: Любов і грім», «Залізне серце», «Нічний перевертень», «Вартові Галактики: Святковий спецвипуск», «Людина-мураха та Оса: Квантоманія», «Вартові Галактики. Частина 3», «Секретне вторгнення», «Капітан Марвел 2», Локі (2 сезон), Що, якщо …? (2 сезон), «Дедпул і Росомаха», «Це все Агата», «Що, якщо …?» (3 сезон), «Шибайголова: Народжений заново» і «Капітан Америка: Новий світ».

### Офіційне видання
24 жовтня 2023 р. видавництво DK випустило книгу під назвою «The Marvel Cinematic Universe: An Official Timeline», написану журналістами Ентоні Брезніканом, Емі Реткліфф та Ребеккою Теодор-Вачон у співпраці з Marvel Studios. Вона є оновленою хронологію подій кіновсесвіту, у ній розглядаються перші чотири фази. Бред Уіндербаум сказав, що книга стала першою спробою, коли студія «офіційно виклала хронологію». Книга внесла низку змін до оголошеної раніше хронології, зокрема події фільму «Залізна людина» було поставлено на 2008 рік, а події фільмів «Неймовірний Халк», «Залізна людина 2» та «Тор» — на 2010 рік. Події фільму «Залізна людина 3» офіційно було поставлено на грудень 2013 року, що пояснило його положення щодо фільму «Тор 2: Царство пітьми» у хронології на Disney+. Також були розставлені в хронологічному порядку щодо один одного події проектів «Людина-павук: Вдалині від дому», «Сокіл і Зимовий солдат», «Шан-Чі та легенда десяти кілець», «Вічні», «Людина-павук: Немає шляху додому», «Місячний лицар», «Жінка-Халк: Адвокатка» та «Чорна пантера: Ваканда навіки».